# توماس گالوان
توماس گالوان (انگلیسی: Tomás Galván؛ زادهٔ ۱۱ آوریل ۲۰۰۰) بازیکن فوتبال اهل آرژانتین است.